# Constituțiile Uniunii Sovietice
Uniunea Sovietică a avut patru legi fundamentale de-a lungul existenței sale: 
- Constituția din 1918,
- Constituția din 1924,
- Constituția din 1936, cunoscută și sub numele de Constituția lui Stalin,
- Constituția din 1977.

Teoria politică care se afla la baza constituțiilor sovietice diferea de cea care se afla la baza constituțiilor puterilor democratice occidentale. Acestea din urmă erau în mod fundamental bazate pe cutume – ele defineau un set de relații politice spre care cetățenii și guvernarea năzuiau. Prin contrast, constituțiile sovietice descriau un set de relații politice care existau deja. Astfel, odată cu apariția schimbărilor în sistemele socioeconomice și politice, a fost necesară adoptarea unor noi legi fundamentale, care să fie conforme cu realitățile momentului. 
La o primă analiză, cele patru constituții sovietice se asemănau cu cele mai multe dintre legile fundamentale occidentale. Diferențele dintre constituțiile sovietice și cele occidentale treceau însă pe planul al doilea asemănările. Constituțiile sovietice garantau la prima vedere anumite drepturi politice precum libertatea cuvântului, libertatea de asociere dar și libertatea credinței. Ele asigurau de asemenea și o serie de drepturi sociale și economice, dar și o serie de îndatoriri ale tuturor cetățenilor. Dar, constituțiile sovietice nu aveau prevederi explicite care să garanteze drepturile inalienabile ale cetățenilor și erau lipsite de mecanismele care protejau drepturile individuale, mecanisme prezente în cele mai multe constituții occidentale. De aceea, populația se bucura de drepturi politice numai în limitele în care aceste drepturi nu contraveneau intereselor construirii socialismului. 
Cele patru constituții aveau un număr de prevederi comune. Aceste drepturi erau ele care se refereau la suveranitatea teoretică a clasei muncitoare și la rolul conducător al Partidului Comunist al Uniunii Sovietice în societate. Toate constituțiile sovietice confirmau superioritatea proprietății socialiste asupra oricărei alte forme de proprietate. Toate constituțiile proclamau primatul sovietelor în exercitarea puterii în stat. 